# Elisabeth av Österrike (1526–1545)

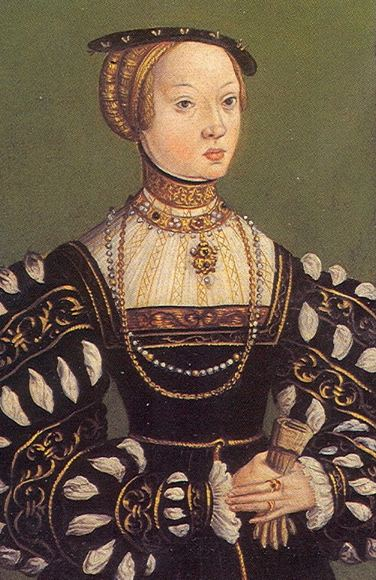
Elisabet av Österrike

Elisabet av Österrike, född 9 juli 1526, död 15 juni 1545, var drottning av Polen och storhertiginna av Litauen, gift 6 maj 1543 med kung Sigismund II August av Polen. Hon led av dålig hälsa, behandlades illa av sin svärmor och ignorerades av sin make och möttes av medlidande i Polen.

## Biografi
Elisabet var dotter till kejsar Ferdinand I och Anna av Böhmen och Ungern.
Äktenskapet föreslogs redan 1527, då Elisabet var ett år gammal. Syftet var att säkra Polens stöd till Elisabets fars anspråk på Ungerns tron istället för faderns rival Johan Zápolya, som Polen fram till dess hade givit sitt stöd. I november 1530 upprättades slutligen ett äktenskapsfördrag mellan Polen och Österrike. Detta var en tid när ett politiskt äktenskap kunde äga rum när parterna var barn, och bröllopet var tänkt att äga rum redan 1533. Förhandlingarna drog dock ut på tiden flera år eftersom hennes tilltänkta svärmor Bona Sforza försökte förhindra giftermålet, eftersom hon ville förhindra Habsburgs inflytande i Polen.

### Drottning
17 juli 1538 ägde slutligen trolovningen rum i Innsbruck. Den 5 maj 1543 anlände Elisabet till Krakow med ett följe av 1 500 riddare och mötte Sigismund för första gången. Vigseln ägde rum 6 maj 1543. Bröllopet följdes av Elisabets kröning till drottning, då hennes make var sin fars medregent.
Elisabet led av epilepsi och allvarliga epileptiska anfall, och hennes hälsa uppgavs ha försämrats ytterligare av den behandling hon utsattes för i Polen. Hennes make var inte attraherad av henne utan föredrog att hålla sig på avstånd från henne så mycket som möjligt och umgås med Barbara Radziwiłł, som ryktades vara hans älskarinna. Hennes svärmor Bona Sforza ogillade henne som en utländsk Habsburg-agent och det faktum att hon hade fått titeln drottning och att Bona Sforza därmed kallades "den gamla drottningen". Elisabets uppgift var att agera för familjen Habsburgs intressen i Polen. Trots detta fick hon aldrig lära sig att tala det polska språket, och hon hade svårt att orientera sig i sin nya omgivning. Hon hade uppfostrats till att vara lydig och ödmjuk, förmådde inte hävda sig mot vare sig sin make eller sin svärmor och blev föremål för medkänsla av sin omgivning. Hösten 1544 fick hon slutligen bosätta sig tillsammans med maken i Vilnius i Litauen, och Sigismund försökte utåt upprätthålla skenet av att ha ett förhållande med henne. Paret fick inga barn.
Elisabet avled i juni 1545 efter flera serier allvarliga epilepsianfall då maken var frånvarande för att hämta hennes hemgift.